# Rezerwat przyrody Zabrodzie
Rezerwat przyrody Zabrodzie – częściowy torfowiskowy rezerwat przyrody położony w województwie warmińsko-mazurskim, w powiecie olsztyńskim, na terenie gminy Biskupiec. 
Został utworzony zarządzeniem Ministra Leśnictwa i Przemysłu Drzewnego z 23 czerwca 1972 roku w celu ochrony stanowiska brzozy niskiej (Betula humilis) oraz fragmentu boru bagiennego zachowanego w stanie naturalnym.
Rezerwat do 2022 zajmował powierzchnię 27,01 ha (akt powołujący podawał 27,30 ha). W 2022 po przeprowadzeniu dalszych badań otoczenia powiększono jego obszar do 33,22 ha.

## Flora
77 gatunków m.in.:
- pływacz średni (Utricularia intermedia)
- bażyna czarna (Emperum nigrum)
- rosiczka okrągłolistna (Drosera rotundifolia)